# Charlotte Bobcats 2011-2012
La stagione 2011-12 dei Charlotte Bobcats fu la 22ª nella NBA per la franchigia.
I Charlotte Bobcats arrivarono quinti nella Southeast Division della Eastern Conference con un record di 7-59, non qualificandosi per i play-off.

## Roster
| N° | Naz.                    | Ruolo | Sportivo         | Anno | Alt. | Peso |
| -- | ----------------------- | ----- | ---------------- | ---- | ---- | ---- |
| 0  | RD del Congo (bandiera) | A     | Bismack Biyombo  | 1992 | 206  | 104  |
| 1  | Stati Uniti (bandiera)  | G     | Kemba Walker     | 1990 | 185  | 78   |
| 4  | Stati Uniti (bandiera)  | A     | Derrick Brown    | 1987 | 201  | 102  |
| 7  | Senegal (bandiera)      | C     | DeSagana Diop    | 1982 | 213  | 136  |
| 8  | Stati Uniti (bandiera)  | A     | D.J. White       | 1986 | 206  | 114  |
| 9  | Stati Uniti (bandiera)  | A     | Jamario Moon     | 1980 | 203  | 93   |
| 11 | Stati Uniti (bandiera)  | G     | Cory Higgins     | 1989 | 196  | 82   |
| 12 | Stati Uniti (bandiera)  | A     | Tyrus Thomas     | 1986 | 206  | 98   |
| 14 | Stati Uniti (bandiera)  | G     | D.J. Augustin    | 1987 | 183  | 82   |
| 15 | Stati Uniti (bandiera)  | G     | Gerald Henderson | 1987 | 196  | 98   |
| 21 | Messico (bandiera)      | C     | Eduardo Nájera   | 1976 | 203  | 109  |
| 22 | Stati Uniti (bandiera)  | C     | B.J. Mullens     | 1989 | 213  | 125  |
| 32 | Francia (bandiera)      | AC    | Boris Diaw       | 1982 | 203  | 98   |
| 33 | Stati Uniti (bandiera)  | G     | Matt Carroll     | 1980 | 198  | 96   |
| 50 | Stati Uniti (bandiera)  | A     | Corey Maggette   | 1979 | 198  | 99   |
| 55 | Stati Uniti (bandiera)  | C     | Reggie Williams  | 1986 | 198  | 95   |

## Staff tecnico
- Allenatore: Paul Silas
- Vice-allenatori: Ralph Lewis, Stephen Silas, Robert Werdann
- Preparatore fisico: Matthew Friia
- Preparatore atletico: Steve Stricker
- Assistente preparatore atletico: Dennis Williams